# Heinrich Carl Haussknecht
Heinrich Carl Haussknecht, född den 30 november 1838 i Bennungen, död den 7 juli 1903 i Weimar, var en tysk botaniker som var specialiserad på dunörtssläktet. Han har fått släktet Haussknechtia uppkallat efter sig.

Auktorsnamnet Hausskn. kan användas för Heinrich Carl Haussknecht i samband med ett vetenskapligt namn inom botaniken; se Wikipediaartiklar som länkar till auktorsnamnet.